# André Jodin
André Jodin, né le 20 octobre 1921 à Paris 9e et mort le 16 août 2003 à Paris 15e, est un archéologue et historien français.